# غوردون كانفيلد
غوردون كانفيلد هو صحفي وأمين سر ومحامي وسياسي أمريكي، ولد في 15 أبريل 1898 في سالامانكا في الولايات المتحدة، وتوفي في 20 يونيو 1972 في هاثورن (نيوجيرسي) في الولايات المتحدة. نشط حزبياً في الحزب الجمهوري. وقد انتخب عضو مجلس النواب الأمريكي (3 يناير 1941 – 3 يناير 1961).